# Calommata
Genre
Calommata est un genre d'araignées mygalomorphes de la famille des Atypidae.

## Distribution
Les espèces de ce genre se rencontrent en Asie et en Afrique.

## Liste des espèces
Selon World Spider Catalog (version 23.0, 16/03/2022) :
- Calommata fulvipes (Lucas, 1836)
- Calommata hangzhica Li & Xu, 2022
- Calommata jinggangica Li & Xu, 2022
- Calommata megae Fourie, Haddad & Jocqué, 2011
- Calommata meridionalis Fourie, Haddad & Jocqué, 2011
- Calommata namibica Fourie, Haddad & Jocqué, 2011
- Calommata obesa Simon, 1886
- Calommata pichoni Schenkel, 1963
- Calommata signata Karsch, 1879
- Calommata simoni Pocock, 1903
- Calommata sundaica (Doleschall, 1859)
- Calommata tamdaoensis Zha, Pham & Li, 2012
- Calommata tibialis Fourie, Haddad & Jocqué, 2011
- Calommata transvaalica Hewitt, 1916
- Calommata truculenta (Thorell, 1887)
- Calommata yuanjiangica Li & Xu, 2022

## Systématique et taxinomie
Ce genre a été décrit par Lucas en 1837.

## Publication originale
- Lucas, 1837 : « Observations sur les Aranéides du genre Pachyloscelis, et synonymie de ce genre. » Annales de la Société Entomologique de France, vol. 6, p. 369-392.